# 枯れ野原
『枯れ野原』（かれのはら、枯野原、仏: Champs déserts、英: Withered Field）は、日本の洋画家黒田清輝が1891年（明治24年）に描いた絵画。フランスのグレー＝シュル＝ロワンという村の野原を描いた風景画であり、印象主義の明るい外光表現とアカデミズムの写実表現とを合わせもつ外光派の要素が強い作品である。カンヴァスに油彩。縦49.3センチメートル、横65.0センチメートル。東京国立博物館に所蔵されている。佐賀県立博物館報や『現代日本美術全集』は、1891年ごろの製作としている。『枯れ野原（グレー）』（仏: Champs désert (Grez-sur-Loing)、英: Withered Field (Grez)）とも表記される。

## 由来

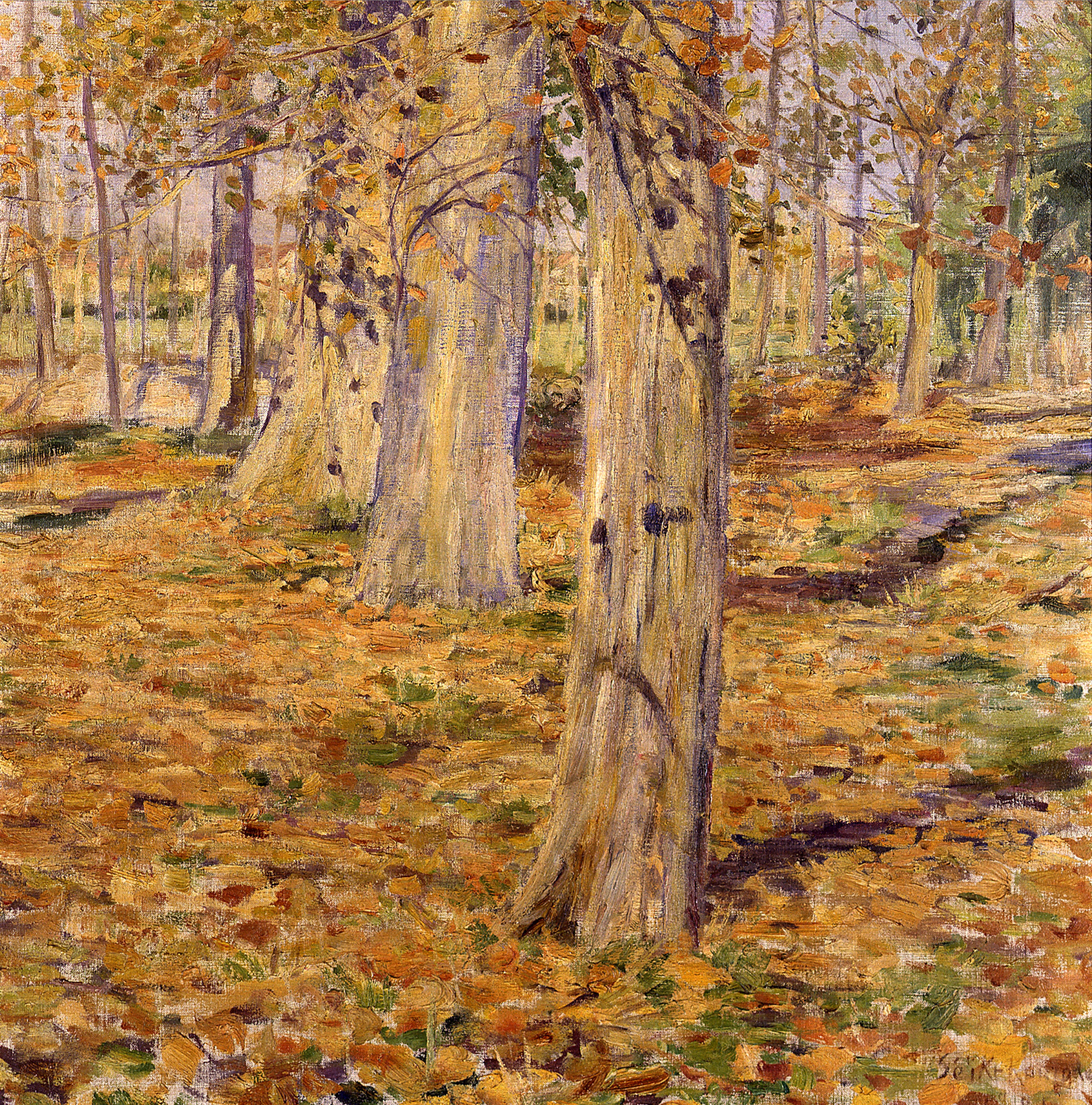
黒田清輝『落葉』、1891年、東京国立近代美術館所蔵

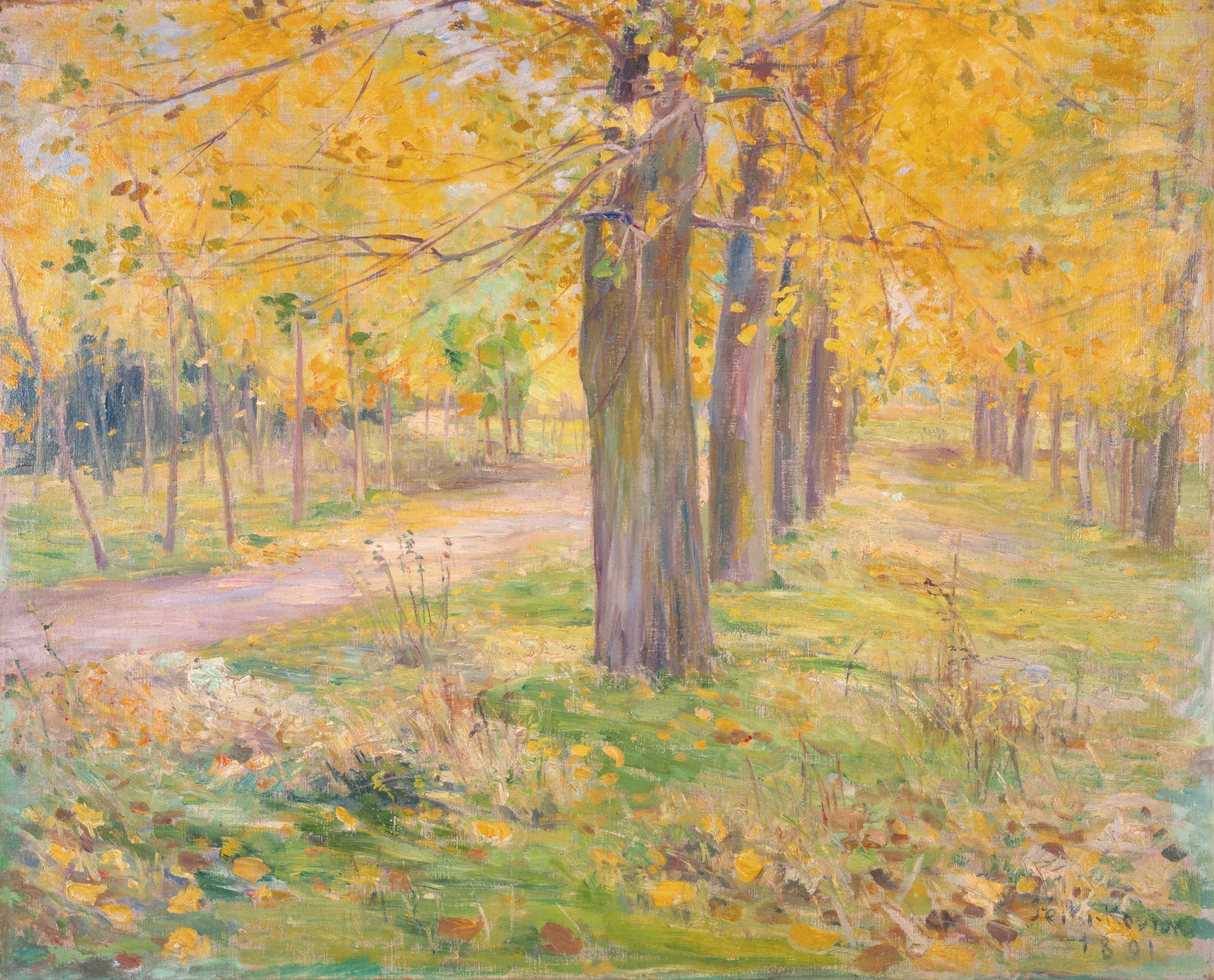
黒田清輝『ポプラの黄葉』、1891年、島根県立石見美術館所蔵

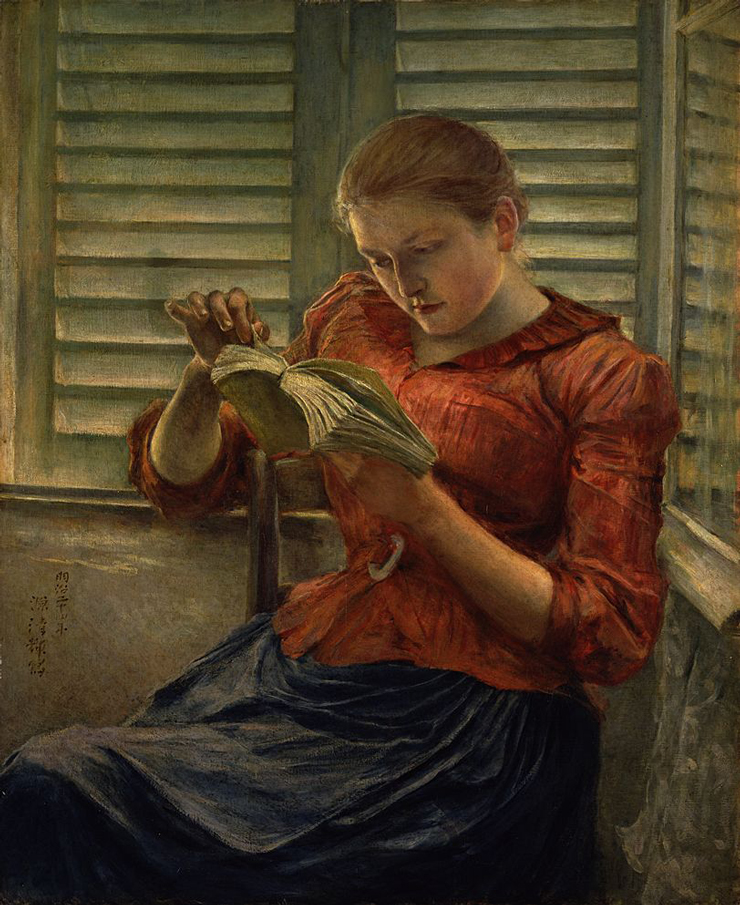
黒田清輝『読書』、1891年、東京国立博物館所蔵

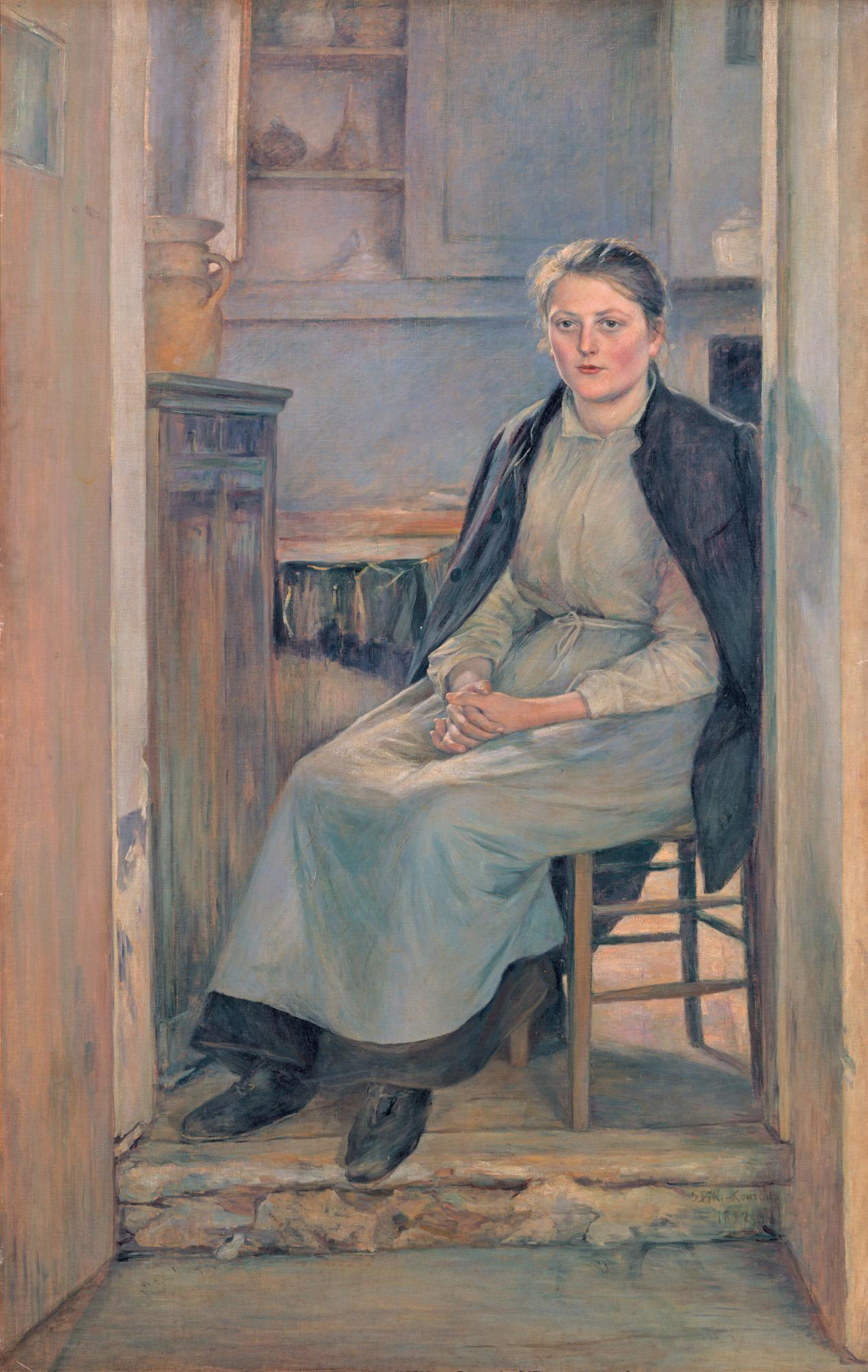
黒田清輝『婦人像（厨房）』、1891年 - 1892年、東京藝術大学大学美術館所蔵

黒田は1884年（明治17年）、法律学を履修するためにフランス・パリに留学した。しかしながら1886年（明治19年）、彼に絵画の才能があることを認めた洋画家の山本芳翠らから西洋画を専修することを勧められ、翌1887年（明治20年）に画業に専念することを決心する。
美術史家の隈元謙次郎は、『落葉』（東京国立近代美術館所蔵）や『ポプラの黄葉』（島根県立石見美術館所蔵）が製作された1891年（明治24年）の秋ごろに本画が製作されたとしている。黒田は、1891年（明治24年）11月10日ごろには、『読書』（1891年、東京国立博物館所蔵）でもモデルを務めたフランス人女性、マリア・ビョーが厨房の入り口付近の椅子に座っている様子を描いた『婦人像（厨房）』（1891年 - 1892年、東京藝術大学大学美術館所蔵）の製作を開始している。
黒田は、養父の清綱に宛てた1890年（明治23年）10月24日付けの書簡の中で、次のように記している。
此頃ハ全ク秋にて景色もよろしく候 御地の景色もさぞかしと思ひ罷在候 霜も度々置き候 今尚一月位ハ是非当地にて勉学仕度考に御座候—黒田清輝、『黒田清輝日記』、1890年10月24日
1925年（大正14年）に審美書院より刊行された和田英作編『黒田清輝作品全集』では、黒田有盈の所蔵となっている。1930年（昭和5年）、黒田記念室が開室されるのに際し、黒田の遺族によって同室に寄贈された。これより前に一般に公開されたことがあるのか否かについては判然としていない。1935年（昭和10年）10月12日から11月14日にかけてブリヂストン美術館（現、アーティゾン美術館）で開催された黒田清輝展に出展された。

## 作品
本画は、フランス・パリ近郊の芸術家村、グレー＝シュル＝ロワンの広大な野原を描いたものである。画面の手前にみえる枯れた草の茂みの中には、野生の草花が点在している。遠くには、野原に連なる森がみえている。黒田は、暑い季節の風景よりも寒い季節の風景のほうが美しいと考えていたことが書簡からうかがえる。
全体的に明るい色彩で描かれている。主調色には、純粋な黄緑色が用いられている。細かいところまで描き込むことを避け、緑色や黄色、青色を使用して軽快な筆致で仕上げている。
『現代日本美術全集』によると、本画は美術品を保管するための収蔵庫の奥まったところに長い期間にわたって置かれていた。そのため画面の表面が汚れており、遠近がはっきりしない状態であった。修復作業が実施された際に、画面上の汚れの洗浄が行われた結果、黒田による繊細な表現が復元された。

## 舞台
本画が描かれたグレー村は、パリ市街の南東およそ65キロメートル、フォンテーヌブローの南西およそ11キロメートルに位置する村であり、セーヌ川の支流の1つであるロワン川の西岸に沿って広がっている。当時、村には100戸程度の小規模集落が形成されていた。村域は、平坦な原野や畑が広大な面積を占めており、年間を通して四季折々のさまざまな野花が咲いている。秋の初めごろには、野原のあちらこちらに干し草がうずたかく積まれた積みわらがみられる。
黒田はグレー村を初めて訪問した日本人画家とされる。同地は彼の訪問の後、多数の日本人が訪れるようになった。たとえば、久米桂一郎や浅井忠、和田英作や美濃部達吉、山下新太郎や藤田嗣治らが訪問している。

## 比較
美術研究者の関根浩子は、日本画家菱田春草が1898年（明治31年）に製作した風景画『武蔵野』（富山県立美術館所蔵）と本画が構図の上で類似していることを指摘している。『武蔵野』では、画面手前にススキが描かれ、モズと思しき1羽の小鳥が留まっている。遠くに見える空は、夕焼けに赤く染まっている。横山大観もタイトルが同じ『武蔵野』という作品を1895年（明治28年）に製作しており、本田天城も武蔵野の平原を描いた作品を製作している。
関根は、菱田の『武蔵野』は本田や横山の武蔵野図よりも洋画の手法を日本画に採り入れることを強く意識して描かれているように思うとしている。また関根は、菱田の『武蔵野』と黒田の『枯れ野原』は、野原の全体の雰囲気を趣深く描き出している点で非常によく似ているとしている。菱田が『枯れ野原』を見たことがあったかどうかは、明らかにされていない。

## 評価

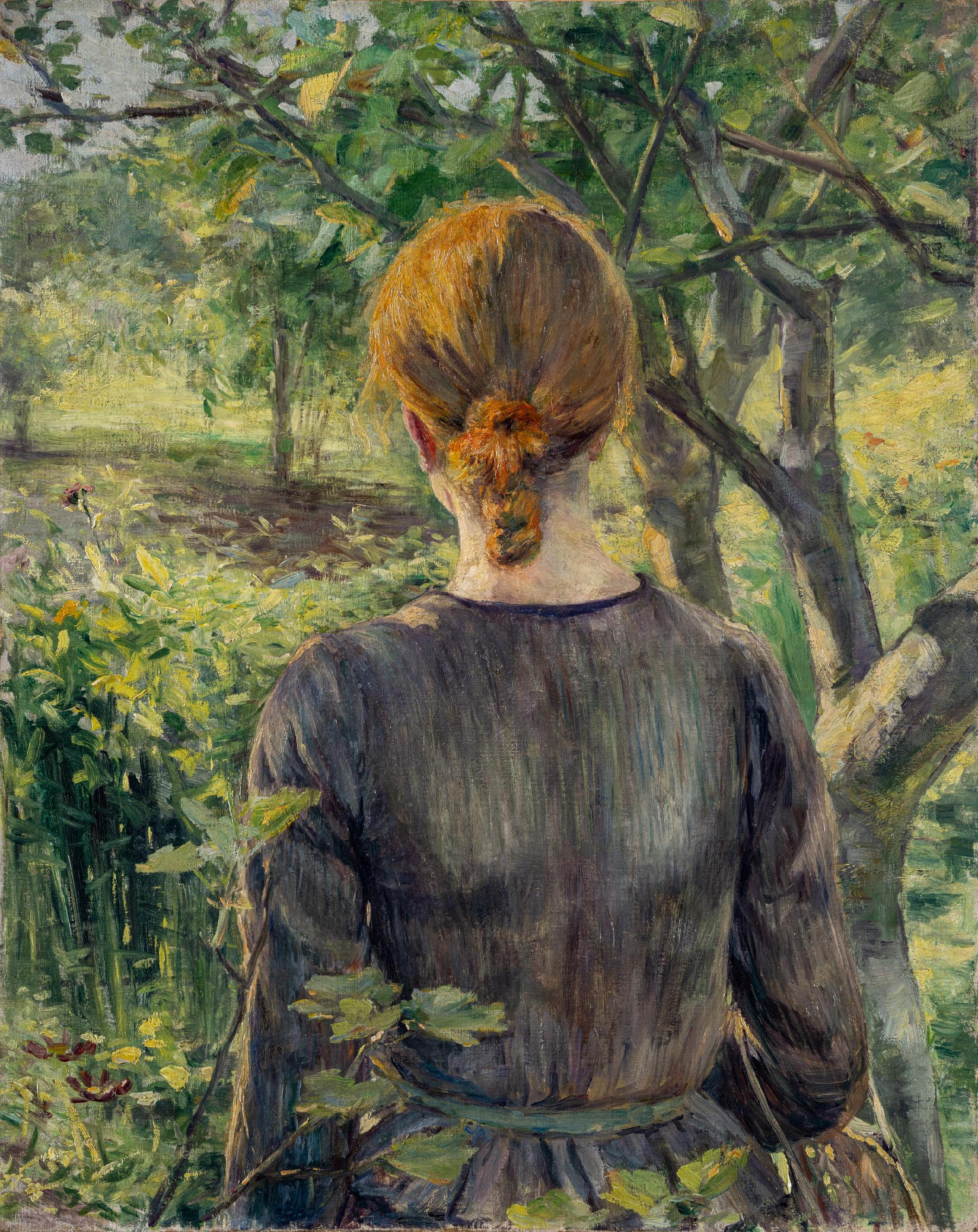
『赤髪の少女』、1892年、東京国立博物館所蔵

本画は黒田が、遠くにあるものほどぼやかして描く空気遠近法という絵画技法を習得して間もない頃に描かれたものであるが、『現代日本美術全集』には、この変化に乏しい風景を空気遠近法を用いて描き出すことに成功しているとの評価が掲載されている。また『現代日本美術全集』には、本画は黒田が風景画でも上達が早かったことを示しているとの旨の評価が掲載されている。
隈元は、画面の構成は単純であるが、黒田の優秀な手腕によってはるか遠くまで広がる風景を巧妙に表現することに成功しているとの評価を行っている。美術研究者の田中淳は「すがすがしい風景画」と評したうえで、『赤髪の少女』などと同じく、黒田らが目指した外光派の表現がなされた作品であるとしている。

## 解釈
黒田は、18世紀フランスの詩人アンドレ・マリー・シエニエが詩で表現したような理想郷としての牧場に対する憧れを書簡に記している。美術史研究者の山梨絵美子は、緑豊かな木立ちの中でかごを携え、飾り気のない衣服を身につけた婦女が佇んでいる様子を描いた『赤髪の少女』（1892年、東京国立博物館所蔵）や、水辺の丘陵で5、6人の婦女が魚釣りをしたり、座ったりして憩っている様子を描いた『夏』、あるいはこうした作品の背景とほとんど変わらないような風景画である『原』（1889年、東京国立博物館所蔵）や『枯れ野原』といった作品は、そうした理想郷の一部を描いたものと考えることができるとしている。